# ニーズウェル
株式会社ニーズウェル（英: Needs Well Inc.）は、東京都千代田区に本社を置く、金融系システム開発を中心とした４つのサービス(業務系システム開発／基盤構築／組込系開発／ソリューション・商品)を展開する独立系システムインテグレータである。

## 沿革
- 1986年10月 - 東京都北区西ヶ原に株式会社ニーズウェルを設立。設立当初は、経営コンサルティングを主要な業務とし、経営計画の策定･改善業務・システム設計等の事業開発を実施していた。
- 1992年8月 - システム部を創設。経営コンサルティングからシステム開発まで業容を拡大。
- 1998年1月 - 東京都新宿区富久町に本社を移転。
- 2012年10月 - 基盤構築サービスを開始。
- 2013年4月 - 組込系開発サービスを開始。
- 2017年9月 - 東京証券取引所JASDAQスタンダードに上場。
- 2017年10月 - 情報セキュリティソリューションNW Security Police 販売開始。
- 2017年12月 - RPAソリューションWinActor 販売開始。
- 2018年6月 - 東京証券取引所市場第二部へ市場変更。
- 2019年6月 - 東京証券取引所市場第一部に指定。
- 2019年10月 - ニアショア開発拠点として、長崎開発センターを開設。東京都千代田区紀尾井町に本店事務所を移転。
- 2020年10月 - 物流、コネクティッド・ビジネスを開始する。
- 2021年10月 - 零壱製作株式会社の株式を取得し子会社化。

## 主な事業内容
- 業務系システム開発
金融・通信・流通・サービス等の幅広い分野においてシステム開発
- 基盤構築
ITシステムの基盤となるサーバ等のハードウェアの環境設定、構築、導入
- 組込系開発
映像機器、医療機器、車載機器等に組み込まれるアプリケーションの開発
- ソリューション
情報セキュリティソリューション、業務効率化ソリューション、AI、パッケージ導入支援